# Bukit Geulangganguwee
Bukit Geulangganguwee är en kulle i Indonesien.   Den ligger i provinsen Aceh, i den västra delen av landet, 1 600 km nordväst om huvudstaden Jakarta. Toppen på Bukit Geulangganguwee är 59 meter över havet.
Terrängen runt Bukit Geulangganguwee är platt.Runt Bukit Geulangganguwee är det ganska glesbefolkat, med 45 invånare per kvadratkilometer. I omgivningarna runt Bukit Geulangganguwee växer i huvudsak städsegrön lövskog.